# سایک (نرم‌افزار)
سایک (به انگلیسی: Cyc، ‎/ˈsaɪk/‎ SYKE) یک پروژه بلند مدت هوش مصنوعی است، که هدف آن گردآوری یک هستی‌شناسی و پایگاه دانش جامع می‌باشد، که می‌خواهد مفاهیم و قواعد مبنایی دربارهٔ روش کارکرد جهان را اندازه‌گیری کند. برای به دست آوردن عقل سلیم، پروژه سایک روی «دانش‌های ضمنی» که دیگر بن‌سازه‌های هوش مصنوعی از آن می‌توانند اقتباس کنند، تمرکز کرده‌است. پروژه سایک در برابر واقعیت‌هایی است که فردی می‌تواند جایی در اینترنت پیدا کند، یا از طریق موتور جستجو یا ویکی‌پیدیا آن را بازیابی کند. سایک به برنامه‌های کاربردی هوش مصنوعی امکان ایجاد استدلال‌های شبه انسانی را می‌دهد، که در آن در هنگام مواجه شدن با «وضعیت‌های جدید» شکنندگی کمتری وجود دارد.
داگلاس لنات (به انگلیسی: Douglas Lenat) در سال ۱۹۸۴ در ام‌سی‌سی (MCC) پروژه را آغاز کرد، و بین سال‌های ۱۹۸۴ تا ۱۹۹۴ پژوهشگر اصلی آن بود؛ و سپس از سال ۱۹۹۵ توسط شرکت سایکرپ (به انگلیسی: Cycorp) تحت پیاده‌سازی فعال بوده‌است، که از آن موقع لنات مدیر عامل اجرایی آن بوده‌است.